# Otto Fritz Jickeli
Otto Fritz Jickeli (n. 16 iunie 1888, Sibiu – d. 27 iulie 1960) scriitor de limba germană din România. A publicat și sub pseudonimul Otto Friedrich Krasser.
A fost fiul renumitului biolog Carl Friedrich Jickeli (1850-1925).
A urmat studii de istorie și filosofie la universitățile din Berlin, Leipzig și Heidelberg. Otto Fritz Jickeli a fost membru în Partidul German sau Partidul Popular German, care a existat în perioada 1919 - 1939.

## Scrieri
- Die Karpathen (proză - debut), 1909
- Micul baron (nuvele), 1920
- Hartenech (dramă istorică), 1956
- Siebenbürgisch-sächsische Familienchronik (Roman) (Cronica unei familii de sași ardeleni), București 1957 (Ediția a II-a a apărut cu titlul Auf den Grossen Bach în 1987)
- Gan von Salzburg (dramă istorică), 1958
- Am Roten Meer : Ein siebenbürgischer Kaufmannslehrling forscht in Afrika (La Marea Roșie: Un ucenic de negustor face explorări în Africa) (biografie romanțată consacrată tatălui său, biologul C. F. Jickeli), Editura Tineretului, 1958
- Cronica unei familii de sași ardeleni (roman), 502 pagini, Traducere de Yvette Davidescu, Editura Kriterion, 1987